# Renegades FC
Renegades FC (Lyford Cay Dragons) ist ein Fußballverein auf den Bahamas. Der Verein spielt in der Saison 2014/15 in der BFA Senior League, der höchsten Spielklasse des Fußballverbands der Bahamas.